# Karl Spruner von Merz

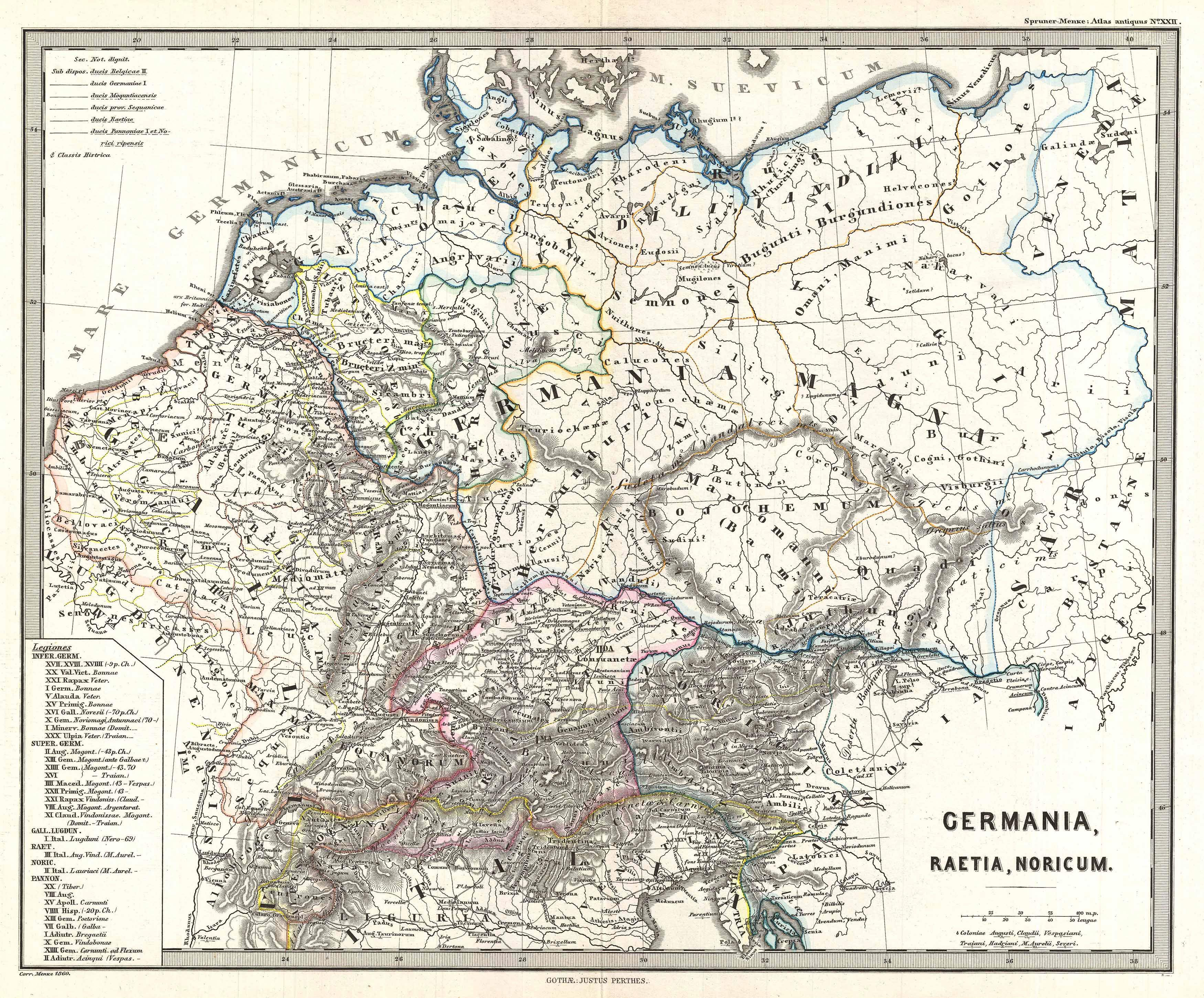
Karte von Karl Spruner von Merz: Deutschland im Altertum

Karl Spruner von Merz (* 15. November 1803 in Stuttgart; † 24. August 1892 in München) war ein deutscher Soldat und Geograph. Er war bayerischer General der Infanterie, Kartograph und Schriftsteller.

## Leben

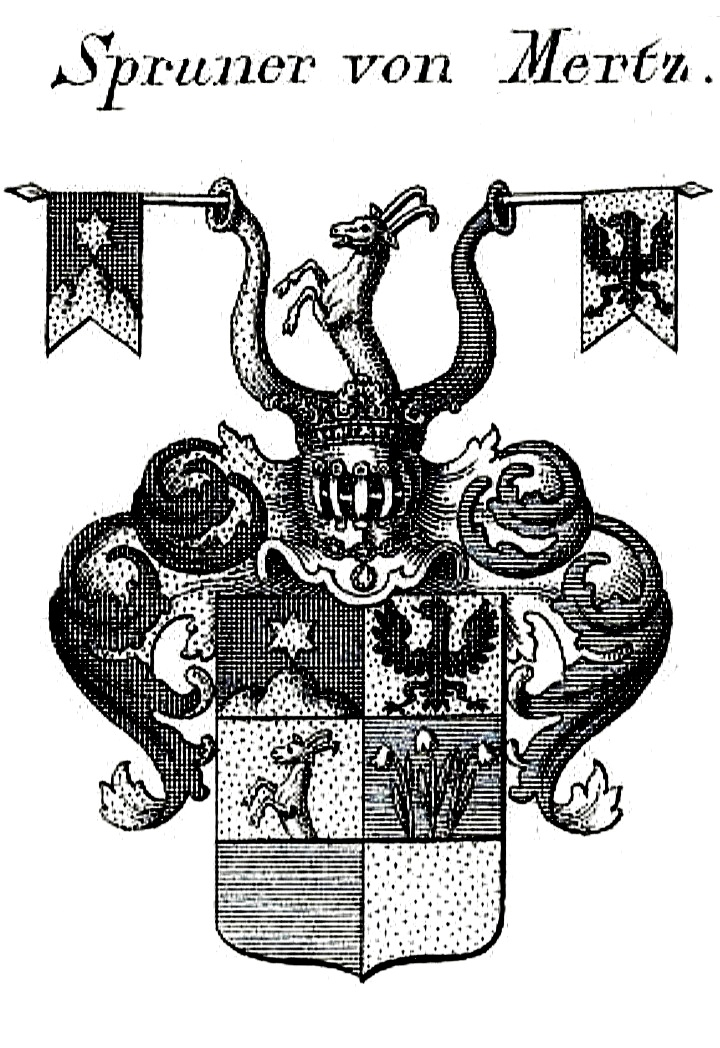
Familienwappen

Nach dem Tode seines Vaters, des Magazinverwalters Christoph von Spruner 1807, wurde Karl Spruner im Hause seines Großvaters in Ingolstadt erzogen. 1814 kam er als Eleve ins Kadettenkorps nach München, wo er bis zu der 1823 erfolgten Ernennung zum Junker im 1. Jägerbataillon der Bayerischen Armee verblieb. 1825 wurde er zum Unterleutnant im 9. Infanterie-Regiment befördert. Während des Militärdienstes nahm Spruner wissenschaftliche und literarische Aktivitäten auf.
Karl Spruner von Merz stieg bis 1855 zum Oberstleutnant auf und wurde am 1. Oktober 1855 zum Flügeladjutanten von König Maximilian II. ernannt. Von 1867 bis 1870 war er als Vorstand der Militärrechnungskammer und der Militärfondskommission und von 1874 bis 1877 als Vorstand des Generalauditoriats tätig. 1872 wurde er zum Generalleutnant, im Juli 1883 zum General der Infanterie befördert. In Genehmigung seines Abschiedsgesuches wurde er am 6. Juli 1886 unter Verleihung des Großkreuzes des Verdienstordens vom Heiligen Michael mit Pension zur Disposition gestellt.
1842 wurde er zum außerordentlichen, 1853 zum ordentlichen Mitglied der Bayerischen Akademie der Wissenschaften ernannt.
Seine Tochter Josephine (1835–1917), die sich auch als Dichterin betätigte, heiratete 1855 den bayerischen Offizier Thomas Graf zu Leiningen-Westerburg-Neuleiningen (gest. 1887). Zusammen waren sie die Eltern des Offiziers und Historikers Karl Emich zu Leiningen-Westerburg-Neuleiningen.

## Veröffentlichungen
- Baierns Gauen nach den drei Volksstämmen der Alemannen, Franken und Bajoaren. 1831.
- Vaterländisches Schauspiel Arco's Heldentod. 1834.
- Historisch-geographischer Handatlas zur Geschichte Asiens, Afrikas, Amerikas und Australiens. 1837–1839; 2. Auflage Gotha 1854; 3., von Th. Menke neu bearbeitete Auflage ebenda 1862–1879; weitere Ausgabe von Wilhelm Sieglin, ebenda 1893–1909.
- Atlas zur Geschichte von Baiern. 1838.
- Sammlung der vorzueglichen Quellenschriftsteller zur Geschichte der germanischen Staemme. 1838.
- Historisch-geographischer Schulatlas. 1856.
- Leitfaden zur Geschichte von Baiern. 1857.
- Wandbilder des bairischen Nationalmuseums. 1858.
- Charakterbilder aus der bairischen Geschichte. 1878.
- Schauspiel Die Perle der Frauen. Januar 1861 an der Münchener Hofbühne aufgeführt.
- Drama Der letzte Bruderkampf im Hause Wittelsbach. (nicht aufgeführt)
- Drama Die Wege des Glücks. 1875 gedruckt.
- Jamben eines greisen Ghibellinen. 1876.
- Historischer Handatlas für die Geschichte des Mittelalters und der Neuzeit. Gotha 1880, Digitalisat
- Aus der Mappe des greisen Ghibellinen, von C. v. S. 1882.
- An der Schwelle des Todes. 1883.
- Die Wandbilder des Bayerischen National-Museums.

- Band 1: Altbayern I. München 1868, Digitalisat Band 1.
- Band 2: Altbayern II. München 1868, Digitalisat Band 2.
- Band 3: Pfalz. München 1868, Digitalisat Band 3.
- Band 4: Franken, Schwaben, das Vereinigte Königreich. München 1868, Digitalisat Band 4.